# Гамлін Тауншип (округ Маккін, Пенсільванія)
Гамлін Тауншип (англ. Hamlin Township) — селище (англ. township) в США, в окрузі Маккін штату Пенсільванія. Населення — 681 особа (2020).

## Демографія
Згідно з переписом 2010 року, у селищі мешкали 734 особи в 331 домогосподарстві у складі 208 родин. Було 564 помешкання
Расовий склад населення:
| - 99,0 % — білих - 0,3 % — азіатів |

До двох чи більше рас належало 0,7 %. Частка іспаномовних становила 0,0 % від усіх жителів.
За віковим діапазоном населення розподілялося таким чином: 19,1 % — особи молодші 18 років, 61,7 % — особи у віці 18—64 років, 19,2 % — особи у віці 65 років та старші. Медіана віку мешканця становила 46,9 року. На 100 осіб жіночої статі у селищі припадало 114,0 чоловіків;  на 100 жінок у віці від 18 років та старших — 112,1 чоловіків також старших 18 років.
Середній дохід на одне домашнє господарство  становив 54 144 долари США (медіана — 42 260), а середній дохід на одну сім'ю — 60 888 доларів (медіана — 44 792). За межею бідності перебувало 12,8 % осіб, у тому числі 19,8 % дітей у віці до 18 років та 4,4 % осіб у віці 65 років та старших.
Цивільне працевлаштоване населення становило 307 осіб. Основні галузі зайнятості: освіта, охорона здоров'я та соціальна допомога — 28,0 %, виробництво — 21,5 %, публічна адміністрація — 8,1 %, будівництво — 8,1 %.